# Штуф

Штуф (рос. штуф, англ. lump of coal, lump of ore; нім. Stufe f) — у загальному (широкому) розумінні — шматок гірської породи, брила руди, друза.
Як правило під штуфом розуміють зразок гірської породи або мінералу, призначений для дослідження, колекціїб у давнину — штучної переробки тощо.
Розміри 10х(6-8)х(5-20) см.
Обробка штуфів руди описана, зокрема, в книзі «De Re Metallica» Георга Агріколи, книга 8 (1556 р.):
| «Штуфи руд, які вилучаються в самородному або лише в сирому вигляді, зокрема самородне срібло або сире срібло свинцевого або попелясто-сірого кольору, гіттенмайстри плющать на камені важкими чотиригранними молотами. Потім вони кладуть отримані пластини на колоду й розсікають їх на шматки залізними зубилами, вдаряючи по них молотом, або розщеплюють їх особливими кліщовими ножицями, одна з половинок яких довжиною 3 фута прикріплена до нерухомої колоди, а інша довжиною 6 футів власне й ріже метал. Нарізані таким чином шматки (штуфи) руди нагрівають на залізних сковородах і потім плавлять у других плавильних печах.» |